# Menhir de la Pierre Levée
Pour les articles homonymes, voir Pierre levée.
Le menhir de la Pierre Levée est un menhir situé à Dissay-sous-Courcillon, en France.

## Localisation
Le menhir est situé dans le département français de la Sarthe (département), sur la commune de Dissay-sous-Courcillon.

## Historique
L'édifice est classé au titre des monuments historiques depuis le 24 novembre 1982.